# Barabba

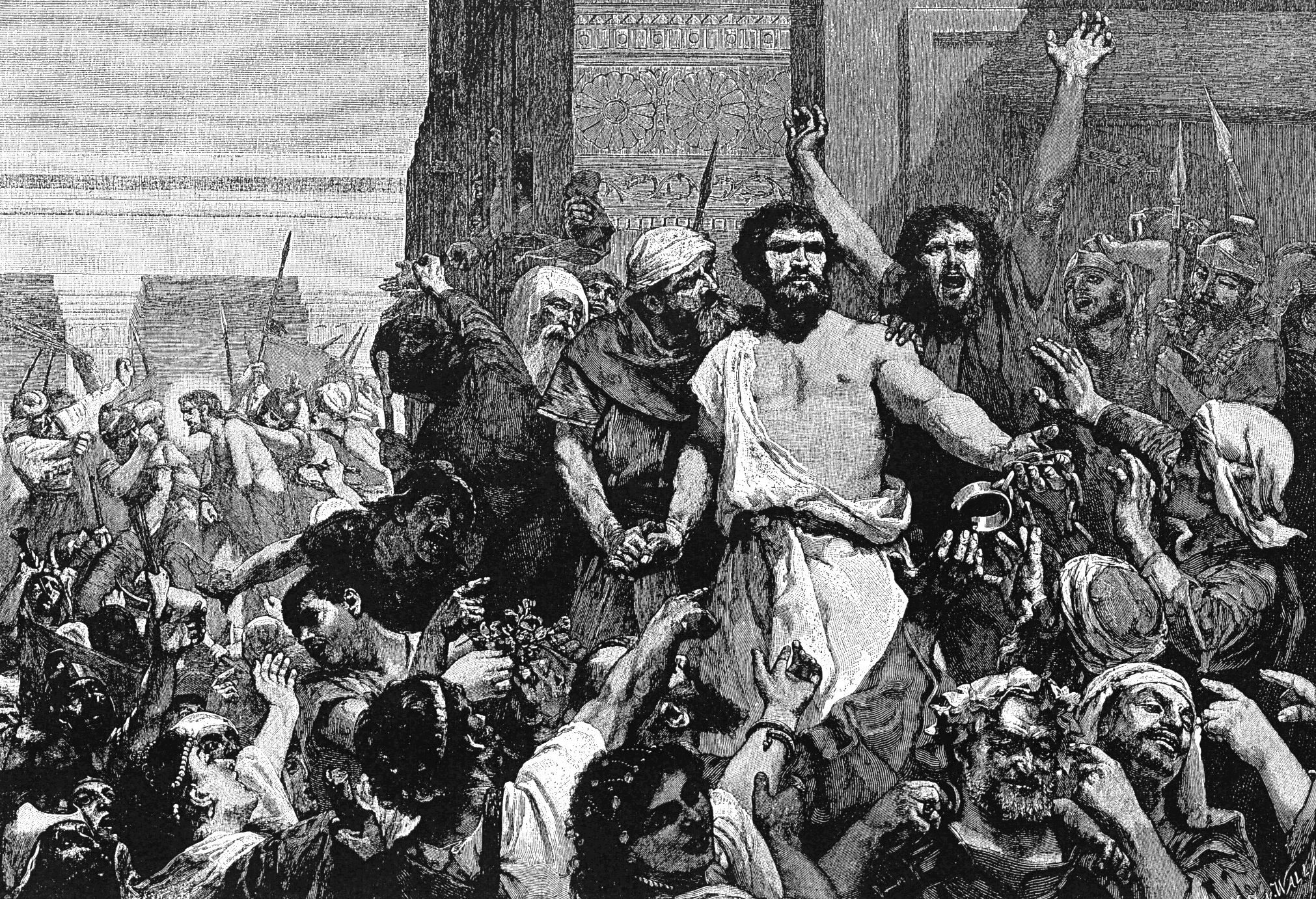
«Liberate Barabba» in una stampa britannica.

Barabba (in aramaico בר-אבא, Bar-abbâ, letteralmente "figlio del padre"; in greco antico Bαραββᾶς, Barabbās) o Gesù Barabba (Yeshua Bar-abbâ, letteralmente "Yeshua, figlio del padre", come riportato in alcuni manoscritti del Vangelo secondo Matteo) era, secondo i quattro vangeli canonici, un ebreo appartenente probabilmente al partito degli zeloti, detenuto dai Romani a Gerusalemme assieme ad alcuni ribelli, negli stessi giorni della passione di Gesù detto il Cristo. Egli venne liberato dalla folla che era stata chiamata ad esprimersi, dal prefetto romano Ponzio Pilato, su chi rilasciare tra lui e Gesù di Nazareth. La figura di Barabba è trattata solo nei vangeli, non essendovi altre fonti che testimonino la sua esistenza.

## La figura
La figura di Barabba viene presentata in modi diversi nei quattro vangeli canonici.
Il Vangelo secondo Marco (15,7) racconta che «un tale chiamato Barabba si trovava in carcere insieme ai ribelli (stasiastôn) che nel tumulto avevano commesso un omicidio», sottolineando quindi l'appartenenza a un gruppo insurrezionale, responsabile collettivamente di omicidio, secondo la prassi dei sicarii zeloti, che fomentavano tumulti per uccidere romani ed ebrei traditori, per poi dileguarsi nella folla.
Il Vangelo secondo Matteo (27,16) lo definisce «un prigioniero famoso».
Il Vangelo secondo Luca (23,19) afferma che era stato incarcerato per assassinio, oltre che complicità in una sommossa: «Questi [Barabba] era stato messo in carcere per una sommossa scoppiata in città e per omicidio».
Il Vangelo secondo Giovanni (18,40), invece, afferma solo che egli è un "brigante" (λῃστής, lestés).
Nei vangeli Barabba compare nell'ambito del racconto del processo a Gesù davanti a Ponzio Pilato. Il prefetto romano, non trovando giustificazione alcuna alle pretese di crocifissione fatte dagli accusatori, voleva liberarlo. Secondo i vangeli sinottici era infatti consuetudine del prefetto romano di liberare un carcerato nel giorno di Pasqua, mentre secondo il Vangelo di Giovanni si trattava di una consuetudine ebraica. Il popolo di Gerusalemme, spinto dai sacerdoti, scelse Barabba.
 Tale amnistia da concedere ad un prigioniero per la Pasqua non è, comunque, mai stata storicamente documentata per nessun governatore romano di alcuna provincia. Inoltre, appare improbabile che Ponzio Pilato, noto per la sua fermezza e crudeltà, fosse disposto a liberare un pericoloso ribelle. Va sottolineato che sull'esistenza di Barabba non vi è alcuna prova storica al di fuori dei vangeli. Lo stesso nome "Barabba" significa in aramaico, lingua parlata nella Palestina del I secolo, "figlio del padre" e - in alcuni manoscritti del Vangelo secondo Matteo - viene chiamato "Gesù Barabba", quasi a voler sottolineare la colpa dei giudei, spesso rimarcata dagli evangelisti, nella scelta sbagliata del "Gesù figlio del padre".
Scrive papa Benedetto XVI nel suo "Gesù di Nazaret": "In altre parole Barabba era una figura messianica. La scelta tra Gesù e Barabba non è casuale: due figure messianiche, due forme di messianesimo si confrontano. Questo fatto diventa ancor più evidente se consideriamo che Bar-Abbas significa figlio del padre. È una tipica denominazione messianica, il nome religioso di uno dei capi eminenti del movimento messianico. L'ultima grande guerra messianica degli ebrei fu condotta nel 132 da Bar-Kochba, Figlio della stella. È la stessa composizione del nome; rappresenta la stessa intenzione. Da Origene apprendiamo un ulteriore dettaglio interessante: in molti manoscritti dei Vangeli fino al III secolo l'uomo in questione si chiamava Gesù Barabbas - Gesù figlio del padre. Si pone come una sorta di alter ego di Gesù, che rivendica la stessa pretesa, in modo però completamente diverso. La scelta è quindi tra un Messia che capeggia una lotta, che promette libertà e il suo proprio regno, e questo misterioso Gesù, che annuncia come via alla vita il perdere se stessi".

## Origine del nome

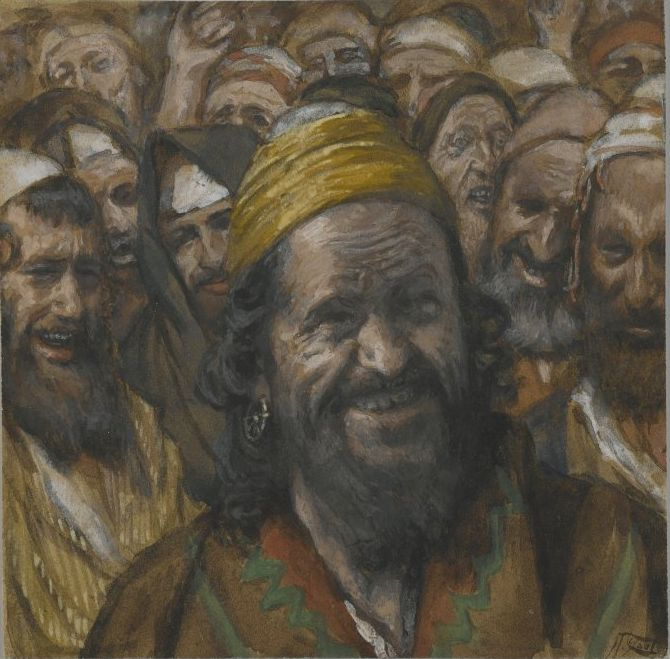
Barabba in un disegno di James Tissot

Il nome Barabban, tramandato dalla maggior parte dei manoscritti in greco dei vangeli, era in aramaico un patronimico: Bar-abbâ, "figlio del padre". Alcuni dei più antichi manoscritti presentano la forma bar rabba(n), "figlio del (nostro) maestro". In pochi manoscritti in greco ed in siriaco del Vangelo di Matteo il patronimico è preceduto dal nome Iesoûs.
Potrebbe essere anche un patronimico vero e proprio: Bar-Abbas, "figlio di Abbas", dato che Abba era un raro nome ebraico (un certo Abbas fu sacerdote all'epoca di Antigono II Asmoneo e si occupò dell'ossario del re di Giuda, alcuni anni dopo il 37 a.C.; potrebbe essere stato anche un parente stretto del Barabba biblico, se non suo padre, dato che non si conosce l'età di Barabba nel 30 d.C.).
Abba significa "padre" in Aramaico, e nei vangeli appare sia con traduzione, che non tradotto. Una traduzione di Bar-Abbas sarebbe figlio del padre. Gesù spesso si riferisce a Dio come "padre", e l'uso di Gesù della parola Aramaica Abba compare non tradotta in Marco 14:36 . Questo ha portato alcuni autori a speculare che "bar-Abbâ" potrebbe oggi essere riferito a Gesù stesso come "figlio del padre". Nei vangeli, Gesù si riferisce a sé stesso come "figlio di Dio", ma non si riferisce mai a sé stesso come "figlio del padre".
Secondo Fanelli la parola aramaica Abbà sarebbe il nome di Dio, rivelato da Gesù stesso nel Nuovo Testamento (nel vangelo di Marco Gesù si rivolge a Dio chiamandolo Abbà, la parola appare anche nelle lettere di Paolo di Tarso ai Romani ed ai Galati), quindi bar-Abbà si tradurrebbe con "figlio di Dio", essendo la parola Dio impronunciabile per gli ebrei.
Alcuni studiosi critici, come l'ateo Jean Meslier, hanno individuato in Barabba una similitudine con i vari Messia politicizzati, come il più tardo Simon Bar Kokheba, preteso Re dei Giudei nel 135.
Esiste infine un'ultima possibilità: che cioè Barabba fosse figlio di padre ignoto, come lo fu ad esempio Ziyad ibn Abihi, riconosciuto per fini probabilmente politici come suo fratello consanguineo dal califfo omayyade Mu'awiya ibn Abi Sufyan (r. 661-680).

## Storicità
L'usanza da parte dell’autorità romana di liberare un prigioniero per la Pasqua ebraica non è riportata da altre fonti storiche. La procedura adottata da Pilato sembra comunque inverosimile: è poco credibile che un procuratore romano possa avere delegato alla plebe ebraica la decisione sulla liberazione di un prigioniero affidato alla sua giurisdizione. Diversi autori mettono in dubbio la storicità dell’episodio. Mauro Pesce ritiene leggendario l'episodio, che risponderebbe alla volontà degli evangelisti di accentuare la responsabilità degli Ebrei per la morte di Gesù e alleggerire quella dei Romani. Altri autori invece ritengono che l'episodio non sia completamente inventato, ma che la storia non si sarebbe svolta esattamente come la descrivono i vangeli. Basandosi sul ritrovamento di papiri e iscrizioni attestanti il rilascio di prigionieri nel mondo pagano antico, alcuni ritengono che si sarebbe trattato di un singolo atto di clemenza piuttosto che di un atto associato ad un'usanza consuetudinaria. Paul Winter ritiene che la liberazione di Barabba non sia un fatto inventato ma che la storia dell'amnistia pasquale narrata dai vangeli sia inattendibile, per cui rimarrebbe oscuro il vero motivo per cui Barabba sarebbe stato liberato. Secondo Rudolf Bultmann, la liberazione di Barabba sarebbe avvenuta in un altro momento e in un altro contesto e sarebbe stata successivamente accomunata alla vicenda di Gesù dalla tradizione popolare e lo studioso afferma che "l'episodio di Barabba è ovviamente una espansione leggendaria. Non c'è alcuna evidenza nella legge ebraica o Romana dell'usanza della quale riferisce Marco [la liberazione di un prigioniero a Pasqua]". 
 Molti studiosi non ritengono, comunque, storica la figura di Barabba e, in merito a tale amnistia per la Pasqua, va rilevato come non sia mai stata storicamente documentata per nessun governatore romano di alcuna provincia. Gli stessi evangelisti sono in disaccordo sulla provenienza di tale amnistia e Raymond Brown evidenzia che "i vangeli differiscono in merito alle origini della usanza del perdono, questo riguardava il governatore Romano secondo Marco/Matteo e gli Ebrei secondo Giovanni"; lo stesso esegeta ne rileva l'inverosimiglianza storica e l'assoluta mancanza di fonti: oltre alla mancanza di citazioni in Filone, anche "Flavio Giuseppe dà una lunga lista di concessioni romane sia imperiali che locali ai Giudei, iniziando con quelle di Giulio Cesare, ma nessuna di queste concessioni menziona il rilascio di un prigioniero a una festa [e] la letteratura talmudica dà quasi una descrizione ora per ora della Pasqua e non menziona mai questa usanza", quindi "l'esistenza di varie amnistie e perdoni nelle diverse culture potrebbe aver reso l'idea di una regolare usanza di rilascio festiva plausibile per i narratori e chi ascoltava, che non avevano un'esatta conoscenza della Giudea dell'anno 30". Anche altri studiosi - il "Nuovo Grande Commentario Biblico", l'interconfessionale Bibbia TOB, il teologo Rudolf Bultmann  - evidenziano la non storicità dell'episodio e il teologo John Dominic Crossan, tra i cofondatori del Jesus Seminar, rileva come questo "non sia assolutamente un racconto storico, e che sia più plausibilmente un'invenzione di Marco" e "il suo ritratto di un Ponzio Pilato mitemente acquiescente dinanzi alla folla urlante è esattamente l'opposto dell'immagine che ci siamo fatti di lui attraverso la descrizione di Giuseppe Flavio: la specialità di Pilato era il controllo brutale della folla. [Inoltre] qualcosa come la consuetudine di concedere in occasione della Pasqua un'amnistia generalizzata - liberazione di qualsiasi prigioniero venisse richiesta per acclamazione dalla folla - è contraria ad ogni saggezza amministrativa". 
Sottolinea ancora Raymond Brown - essendo "questo versetto ("Ma egli doveva rilasciare loro qualcuno in occasione della festa", Lc23,17) omesso dai manoscritti più autorevoli" del Vangelo di Luca  - come "già all'inizio del terzo secolo Origene tradì sorpresa in merito a questa usanza. L'omissione di Luca di tale usanza, benché egli conoscesse Marco, si può pensare rappresentare scetticismo", mentre invece "in At25,16 Luca tradisce conoscenza dell'usanza opposta da parte Romana: il prefetto Festo asserisce che non è abitudine Romana rilasciare un prigioniero prima di una corretta procedura giuridica". 
L'inserimento dell'episodio di Barabba - personaggio per il quale non vi è quindi alcuna prova storica al di fuori dei vangeli - da parte degli evangelisti è di natura teologica, anche considerando che lo stesso nome "Barabba" (bar 'abbā') significa in aramaico, lingua parlata nella Palestina del I secolo, "figlio del padre" e, in alcuni manoscritti del Vangelo secondo Matteo, viene chiamato «Gesù Barabba», quasi a voler sottolineare la colpa dei Giudei, spesso rimarcata dagli evangelisti, nella scelta sbagliata del "Gesù figlio del padre". Il teologo Raymond Brown ritiene che, presupponendone una qualche storicità, "il substrato storico dell'episodio di Barabba può essere stato relativamente semplice. Un uomo di nome Barabba fu arrestato dopo una sommossa che aveva causato alcuni morti in Gerusalemme. Alla fine egli fu rilasciato da Pilato quando una festa portò il governatore a Gerusalemme per supervisionare l'ordine pubblico. Presumibilmente questo accadde nello stesso periodo in cui Gesù fu crocifisso, oppure non lontano da esso, oppure in un'altra Pasqua. In qualunque caso, questo rilascio colpì i cristiani, vista l'ironia che si trattava dello stesso problema legale, sedizione contro l'autorità dell'Impero. [...] La tendenza dei narratori di contrapporre il rilascio di Barabba e la crocifissione di Gesù mettendoli insieme allo stesso momento di fronte alla giustizia di Pilato sarebbe stata accresciuta se entrambi avessero avuto lo stesso nome personale, Gesù"; "il reale peso della narrazione di Barabba è su un altro livello, cioè la verità che gli Evangelisti volevano trasmettere riguardo alla morte di Gesù. Per loro la condanna dell'innocente Gesù aveva un lato negativo, la scelta del male. La storia di Barabba, se pur con una base fattuale, fu drammatizzata per trasmettere questa verità" e anche gli esegeti del "Nuovo Grande Commentario Biblico" osservano che "c'è quindi un contrasto tra Gesù Barabba e Gesù Cristo [...]  È chiara l'ironia della scena. Di più: gridano perché venga rilasciato uno chiamato Barabba, «figlio del padre» e respingono colui che è veramente figlio del Padre".

## Letteratura
- Michel de Ghelderode,  dramma (1928)
- Emery Bekessy, Barabba, romanzo (1946)
- Pär Lagerkvist, Barabba, romanzo (1950)
  - da cui è stato tratto il film Barabba (1961) di Richard Fleischer
- Antonio Conti, Barabba, dramma (1959)

## Cinema
Il film più celebre su questa figura è Barabba (1961) di Richard Fleischer, con Anthony Quinn. Vi sono poi altri film minori e vari serial televisivi; tutti sono molto romanzati se non completamente inventati, giacché della biografia di Barabba, a parte la citazione nei Vangeli, non si conosce nulla. Tra questi vi sono la miniserie televisiva Barabba di Roger Young (2012) e il film di produzione russa Barabba (2019).

### Riferimenti
1. ↑  Bart Ehrman, Prima dei vangeli, Carocci Editore, 2017, p. 147, ISBN 978-88-430-8869-0.
2. ↑  Marco M. Sales e Antonio Martini, Il Nuovo testamento, Editore Libreria del Sacro Cuore, 1914, p. 194.
3. ↑   Mc 15,7, su La Parola - La Sacra Bibbia in italiano in Internet.
4. ↑   Mt 27,16, su La Parola - La Sacra Bibbia in italiano in Internet.
5. ↑   Lc 23,19, su La Parola - La Sacra Bibbia in italiano in Internet.
6. ↑   Gv 18,40, su La Parola - La Sacra Bibbia in italiano in Internet.
7. ↑   Mc15,7; Lc23,19, su laparola.net..
8. ↑  Bart D. Ehrman, Gesù è davvero esistito? Un'inchiesta storica, Mondadori, 2013, pag. 186, ISBN 978-88-04-63232-0.
9. ↑  AAVV, Personaggi della Bibbia, Touring Club Italiano, 2014, pag. 461, ISBN 978-88-365-6497-2.
10. ↑  Bart Ehrman, Prima dei vangeli, Carocci Editore, 2017, pp. 146-147, ISBN 978-88-430-8869-0.
11. ↑  Joseph Ratzinger, Benedetto XVI, Gesù di Nazaret, Dal Battesimo alla Trasfigurazione; BUR Rizzoli saggi, 2011, pp. 63-64.
12. ↑  Pagina 101 del Novum Testamentum Graece et Latine (a cura di A. Merk, Istituto Biblico Pontificio, Roma, 1933)
13. ↑  Dictionary reference
14. ↑  Strip the Biblical Conspiracies Crucifixion
15. ↑  Barabbas and the crucified
16. ↑  Brown (1994) supra p. 812.
17. ↑   Pino Fanelli, Un centro di gravità permanente. Il Padre nostro: la preghiera di Gesù pagina 25, Paoline. URL consultato il 27 luglio 2009.
«Dio ha voluto farci entrare in relazione con lui rivelandoci il suo nome: Abbà. Dio è Padre per noi: questa è la grande novità che Gesù ci ha rivelato! Abbà è il nome di Dio»
18. ↑  Vangelo di Marco Mc 14:36, su laparola.net.
19. ↑  Lettera ai Romani Romani 8:15, su laparola.net.
20. ↑  Lettera ai Galati Galati 4:6, su laparola.net.
21. ↑   Francesco Berti Arnoaldi, L'amico cattolico. Per ricordare padre Michele Casali pagina 15, Pendragon. URL consultato il 27 luglio 2009.
«come impronunciabile era per gli antichi ebrei il nome stesso di Dio»
22. ↑  Jean Meslier, Il testamento
23. ↑  S.G.F. Brandon, Jésus et lés Zelotes, Flamarion, 1975, p. 291
24. 1 2  Jean-Pierre Lemonon, Ponce Pilate, Atelier, 2007, p. 173-176
25. ↑  Corrado Augias, Mauro Pesce, Inchiesta su Gesù, Mondadori, 2008, p. 153-159
26. ↑  Paul Winter, On the Trial of Jesus, W. De Gruyter, Berlino, 1961, p. 134
27. ↑  Rudolf Bultmann, Die Geschichte der synoptischen Tradition, Vanderhoeck & Ruprecht, 1971, p. 293
28. ↑  Rudolf Bultmann, History of the Synoptic Tradition, Hendrickson Publisher, 1963, p. 272, ISBN 1-56563-041-6.
29. 1 2  Raymond E. Brown, The Death of the Messiah Vol. 1, Anchor Yale Bible, 2010, pp. 815-820, ISBN 978-0-300-14009-5.
30. ↑  John Dominic Crossan, Gesù una biografia rivoluzionaria, Ponte alle Grazie, 1994, pp. 174-178, ISBN 88-7928-270-0.
31. ↑  Raymond E. Brown, The Death of the Messiah Vol. 1, Anchor Yale Bible, 2010, pp. 818-819, ISBN 978-0-300-14009-5.
32. ↑   Lc23,17, su La Parola - La Sacra Bibbia in italiano in Internet.
33. ↑  Come precisano gli studiosi de La Sacra Bibbia illustrata CEI (La Sacra Bibbia illustrata Vol. 4. Nuovo Testamento, versione ufficiale CEI, Mondadori, p. 170, 2010.).
34. ↑  Raymond E. Brown, Joseph A. Fitzmyer, Roland E. Murphy, Nuovo Grande Commentario Biblico, Queriniana, 2002, pp. 876, 937, ISBN 88-399-0054-3.